# Renúncia de Han Duck-soo e Choi Sang-mok
Em 1º de maio de 2025, o presidente interino da Coreia do Sul, Han Duck-soo, renunciou ao cargo para concorrer às eleições presidenciais marcadas para 3 de junho de 2025. Em seguida, o Ministro das Finanças, Choi Sang-mok, que já havia ocupado o cargo de presidente interino e assumiria novamente após a renúncia de Han, também renunciou.
Han Duck-soo renunciou em 1º de maio para concorrer às eleições presidenciais como candidato independente. Horas após sua renúncia, Choi Sang-mok também comunicou que deixaria seu cargo, antes da votação de um pedido de impeachment apresentado por partidos de oposição, que o acusavam de “conivência” com a Lei Marcial decretada por Yoon Suk-yeol, ao não nomear um promotor indicado pela Assembleia Nacional para investigar o ex-presidente pelas acusações de insurreição.
A renúncia de ambos levou Lee Ju-ho, então vice primeiro-ministro e ministro da educação, a assumir simultaneamente os cargos de presidente interino da Coreia do Sul, primeiro-ministro interino, vice-primeiro-ministro e ministro da Educação.

## Antecedentes

### Declaração de Lei Marcial

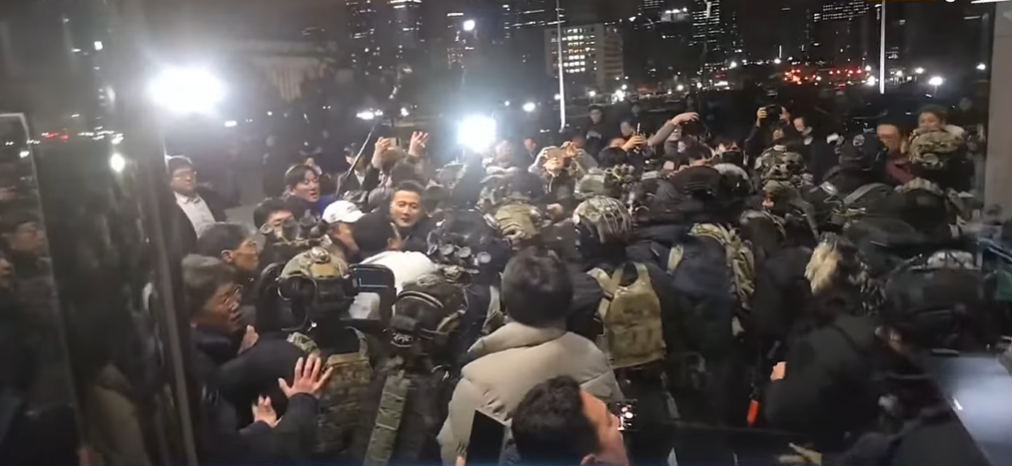
Forças da lei marcial entram em confronto com funcionários da Assembleia Nacional na entrada principal da Assembleia Nacional

Em 3 de dezembro de 2024, o presidente sul-coreano Yoon Suk-yeol declarou, de forma unilateral, lei marcial em todo o território da Coreia do Sul durante um raro discurso noturno. Na ocasião, acusou o principal partido de oposição, o Partido Democrático da Coreia, de simpatizar com a Coreia do Norte e de conduzir atividades antiestatais.

Todos os 190 legisladores presentes votam a favor de revogar a lei marcial declarada pelo presidente Yoon Suk-yeol.

A decisão foi contestada tanto pelo Partido Democrático da Coreia quanto por membros do próprio partido do presidente, o Partido do Poder Popular. Apesar do bloqueio e cerco à Assembleia Nacional, parlamentares conseguiram entrar no prédio, incluindo Lee Jae-myung, então líder da oposição, que pulou a cerca da Assembleia. A lei marcial foi anulada por unanimidade, com os 172 parlamentares do Partido Democrático presentes votando a favor, além de 18 dissidentes do Partido do Poder Popular. Com a revogação, o presidente Yoon recuou, e seu gabinete aprovou o fim do estado de emergência decretado.

### Impeachment de Yoon Suk-yeol

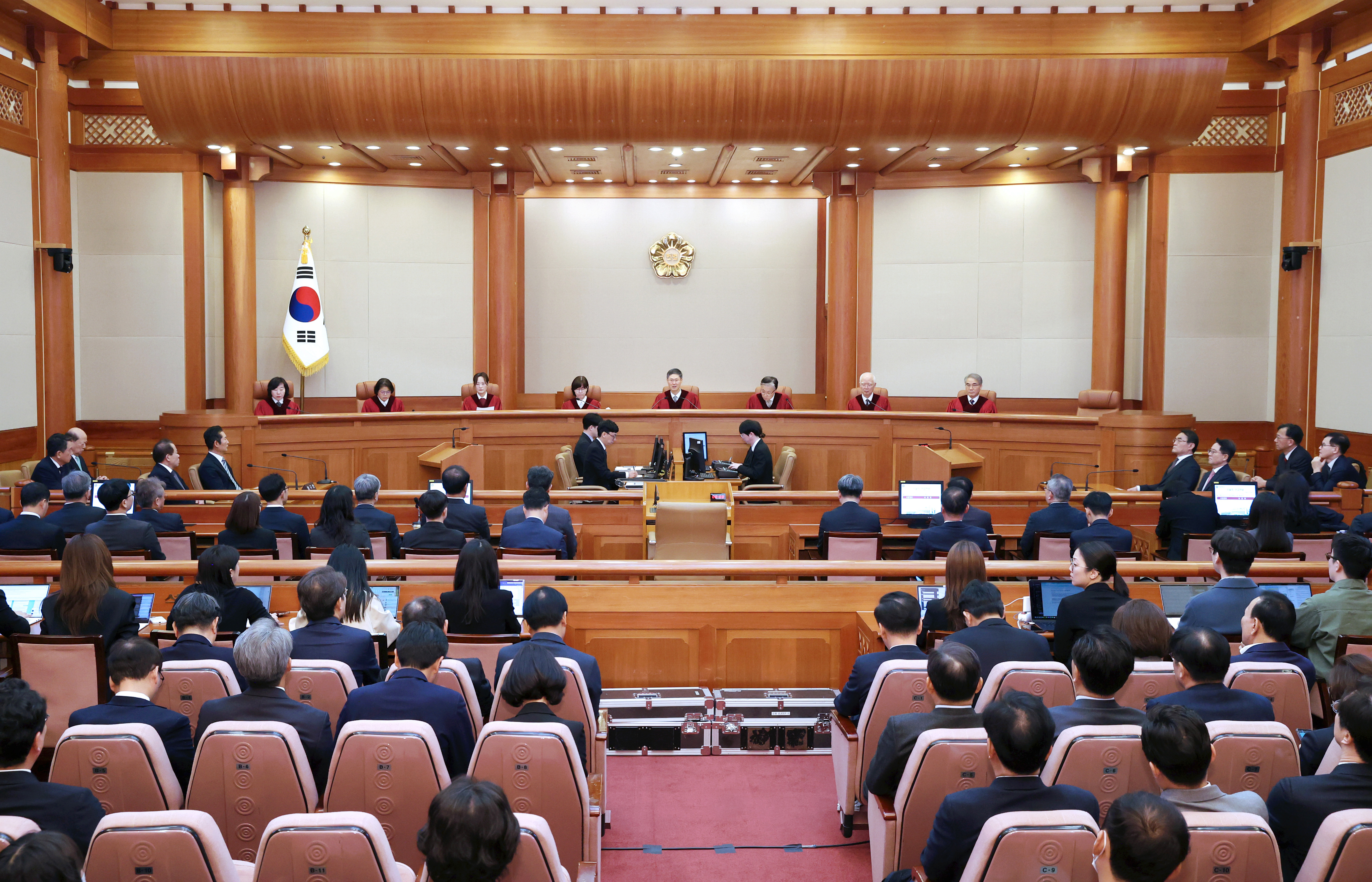
Julgamento do impeachment de Yoon Suk-yeol na Corte Constitucional da Coreia em 4 de abril de 2025.

Após a declaração de Lei Marcial, seis partidos de oposição apresentaram à Assembleia Nacional um projeto de lei para o impeachment do Presidente Yoon Suk-yeol. A maioria dos membros do Partido do Poder Popular (do presidente) boicotaram a votação fazendo com que a proposta fosse momentaneamente descartada. Na segunda tentativa em 14 de dezembro, a Assembleia Nacional obteve 204 votos, o suficiente para aprovar a suspensão temporária do presidente, seus poderes e funções presidenciais. Após o impeachment, Han Duck-soo assumiu interinamente a presidência.

### Impeachment de Han Duck-soo
Han Duck-soo, então presidente interino da Coreia do Sul, também foi alvo de um processo de impeachment, tornando-se o primeiro presidente interino a ser afastado dessa forma. O pedido foi apresentado apenas dez dias após o impeachment de Yoon Suk-yeol e rapidamente aprovado em 27 de dezembro, no dia seguinte à sua proposição, em uma sessão boicotada pelos membros do Partido do Poder Popular. Ainda assim, o impeachment foi aprovado com 192 votos favoráveis, e Choi Sang-mok assumiu como novo presidente interino. Em 24 de março de 2025, a Corte Constitucional da Coreia votou pela anulação do impeachment de Han, que assumiu novamente os cargos de presidente interino e primeiro-ministro.

### Pedido de Impeachment de Choi Sang-mok
Antes de Han ser reconduzido aos cargos de presidente e primeiro-ministro interino, Choi Sang-mok, que havia assumido ambas as funções simultaneamente, também foi alvo de um pedido de impeachment. Em 21 de março de 2025, o Partido Democrático da Coreia e outros quatro partidos de oposição apresentaram a proposta à Assembleia Nacional, alegando que Choi se recusara a indicar juízes para a Corte Constitucional. Os proponentes também o acusaram de conivência com a imposição da lei marcial decretada por Yoon Suk-yeol, ao não nomear um promotor independente indicado pela Assembleia para investigar a possível tentativa de insurreição por parte de Yoon, mesmo após a aprovação de uma resolução nesse sentido. Além disso, Choi foi criticado por não agir diante da indicação de um candidato à Suprema Corte da Coreia.

## Renúncias

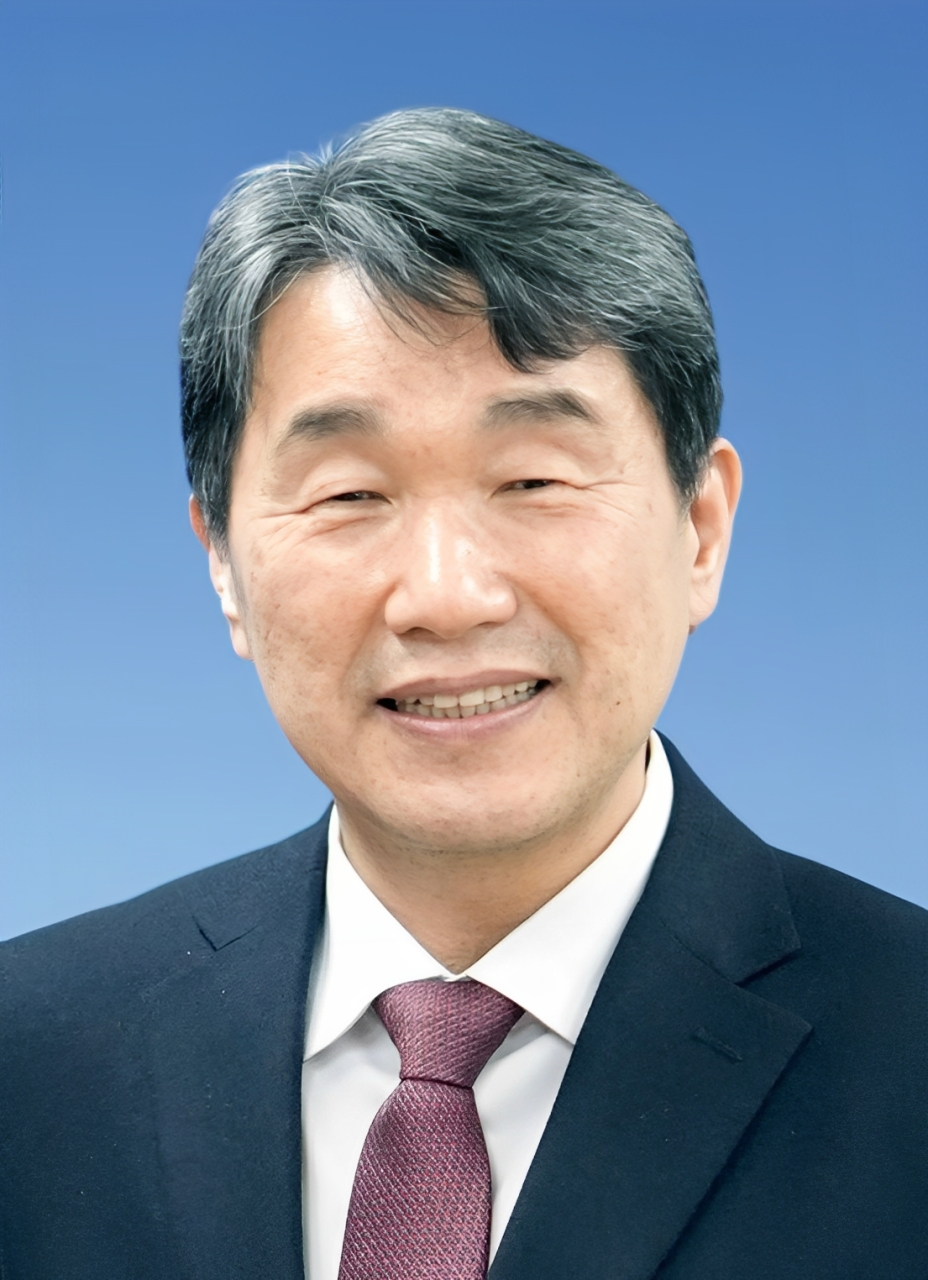
Presidente Interino Lee Ju-ho em 2025.

Han Duck-soo, que havia sido reconduzido ao cargo após decisão da Corte Constitucional, anunciou na terça-feira que renunciaria para "assumir uma responsabilidade maior". Em uma breve entrevista na televisão, declarou: "Finalmente decidi deixar meu posto para fazer o que posso, com os recursos que tenho, para ajudar a superar as crises que enfrentamos."
Já Choi Sang-mok, que havia retornado ao cargo de Ministro das Finanças e estava cotado para assumir novamente a presidência interina no dia 2, anunciou, ainda no dia 1º, que havia apresentado sua renúncia ao ministério, minutos antes da votação de seu impeachment ser realizada, o que levou à suspensão dos procedimentos. A renúncia foi aceita pelo ministério, que divulgou um comunicado oficial. O presidente da Assembleia Nacional, Woo Won-shik, declarou: "A renúncia de Choi foi notificada. Estamos suspendendo a votação do impeachment."
Em nota oficial divulgada pelo Ministério das Finanças, Choi afirmou: "Peço desculpas por estar deixando meu cargo. Tornou-se difícil continuar cumprindo minhas obrigações em meio às graves circunstâncias econômicas no país e no exterior."
Após as renúncias, o então vice-primeiro-ministro e ministro da Educação, Lee Ju-ho, assumiu a presidência interinamente, acumulando diversos cargos: presidente interino da Coreia do Sul, primeiro-ministro interino, vice-primeiro-ministro e ministro da Educação.